# Zsolt Nagy (football)
Pour les articles homonymes, voir Zsolt Nagy et Nagy.
Zsolt Nagy, né le 25 mai 1993 à Székesfehérvár, est un footballeur international hongrois, qui joue au poste d'arrière gauche ou de milieu gauche au Puskás Akadémia FC.

## Biographie

### En club
Zsolt Nagy est formé à la Puskás Akadémia, puis part au Videoton FC avant de revenir à la Puskás Akadémia en janvier 2013. Il dispute son premier match en professionnel le 23 mars 2013 contre l'équipe réserve du Paksi FC, en deuxième division. À l'issue de la saison, le club est promu en première division. Il dispute son premier match au premier échelon le 19 octobre 2013 contre le Videoton FC.
Le 14 juillet 2014, Nagy est prêté pour une saison au Videoton FC. Il ne dispute qu'un seul match avec l'équipe première, en Coupe de Hongrie contre le Szigetszentmiklósi TK le 23 septembre 2014. Son prêt est prématurément arrêté à la fin de l'année 2014.
Le 1er décembre 2015, il inscrit son premier but chez les professionnels face à l'Újpest FC.
Le 31 août 2017, Zsolt Nagy est prêté au FC Csákvár, club partenaire de la Puskás Akadémia, qui évolue en deuxième division. Le prêt prend fin à la fin de l'année 2018.
Après la première qualification européenne de la Puskás Akadémia, Zsolt Nagy dispute son premier match européen le 27 août 2020 contre Hammarby au premier tour de qualification à la Ligue Europa.
En novembre 2019, il prolonge son contrat jusqu'en 2022.

### En sélection
Le 15 novembre 2019, Zsolt Nagy honore sa première sélection en équipe de Hongrie face à l'Uruguay en match amical.
Le 11 juin 2022, il inscrit son premier but en sélection face à l'Allemagne en Ligue des nations. Trois jours plus tard, il marque à nouveau face à l'Angleterre lors d'une victoire 4-0 des Hongrois à l'extérieur.
En mai 2024, il est convoqué par Marco Rossi pour participer à l'Euro 2024.